# Герджика (мост)
Мостът на Герджика, или Нов мост, е мост над река Марица в Пловдив, който свързва булевард „Руски“ с Каршияка.

## История
След Чирпанското земетресение с помощите на стотици дарители от цял свят, Дирекция за подпомагане и възстановяване земетръсната област 1928 година (ДИПОЗЕ) отделя парите за построяване на нов мост в Пловдив. Дирекцията обявява национален конкурс, спечелен от архитект Камен Велков, завършил в Германия. За изпълнител на обекта е избрано Българското акционерно дружество „Циклоп“. Строежът на моста започва на 23 ноември 1930 г. Целта на построяване на моста е да поеме движението от Централна гара до гара Филипово и затова е решено да го изградят по булевард „Цар Освободител“ (днес „Руски“). Мостът е завършен за по-малко от година – на 31 май 1931 г. Той е дълъг 165 м, с 5 свода по 30 м. Пътните платна са широки по 6,5 м, а от двете страни има тротоари, широки по 2,5 м. По време на строежа на моста реката е прииждала пет пъти и е разрушавана строителното скеле и прекъсвала работата. Строителството на моста е струвало 19 милиона лева. През лятото на 1937 г. е издигната подпорна стена по брега на Марица.
Художникът Цанко Лавренов в графиката „Новият мост на Марица“ е запечатал изглед на мост, погледнат срещу „Герджика“. Мостът е неотменна част в много от пощенските картички с изгледи от Пловдив по това време.
Едва през 1949 г. са наградени строителите му инж. Илия Драганов, инж. Първан Герджиков и арх. Иван Найденов. През 1956 г. по моста преминава и първият тролей. През 1966 г. е изграден надлез при моста по булевард „Руски“.
През 2007 г. започва строителството на второ мостово съоръжение, паралелно на моста на Герджика. Новият мост е с ширина на пътното платно 10 м, на тротоара за пешеходци 3,5 м с еднометров помощен тротоар от страната на стария мост. Няма връзка между двата моста, те отстоят на един метър светъл отвор. През лятото на 2008 г. съоръжението е пуснато в експлоатация. По всеки от мостовете движението е еднопосочно.

## Разни
В началото мостът е наричан „Царския мост“, но името „Новия мост“ се налага за да го различават от „Стария мост“. През 1934 г. Стою Герджиков построява кръчма „Герджика“ от северната страна на моста. Постепенно пловдивчани започват да наричат моста „Моста на Герджика“, по името на кръчмата, известна с пикантна скара и хубави вина. Наименованието „Новия мост“ е изоставено след 1960 г., когато е построен следващият мост над Марица – „Мостът на панаира“.
Западното (старото) съоръжание на моста е с две платна за автомобили, а източното (новото) - с три.

## Галерия
- Започване на строителството през 1930 г.
- Строителството на моста през 1931 г.
- Новият мост след завършването му през 1931 г.
- Старият и Новият мост на пощенска картичка през 30-те години на XX век